# Steinbrüche in Mittelhessen
Steinbrüche in Mittelhessen este o arie protejată (arie de protecție specială avifaunistică — SPA) din Germania întinsă pe o suprafață de 327,33 ha, integral pe uscat.

## Localizare
Centrul sitului Steinbrüche in Mittelhessen este situat la coordonatele 50°31′00″N 7°59′57″E / 50.5167°N 7.9992°E.

## Înființare
Situl Steinbrüche in Mittelhessen a fost declarat arie de protecție specială avifaunistică în noiembrie 2004 pentru a proteja 1 specie de animale.

## Biodiversitate
Situată în ecoregiunea continentală, aria protejată nu include niciun habitat protejat.
La baza desemnării sitului se află o specie protejată de  păsări: buha (Bubo bubo).